# Bahnstrecke Neubrücke–Birkenfeld
| Kursbuchstrecke (DB): | 271c (alt)           |                                  |                                  |
| Kursbuchstrecke: | 271c (1946)          |                                  |                                  |
| Streckenlänge: | 5,3 km               |                                  |                                  |
| Spurweite: | 1435 mm (Normalspur) |                                  |                                  |
| |                      |                                  |                                  |
| \| \| \| von Saarbrücken \| \| \| \| 0,0 \| Neubrücke (Nahe) \| Neubrücke (Nahe) \| \| \| 0,4 \| von Bingen (Rhein) \| von Bingen (Rhein) \| \| \| 0,5 \| Steinau-Bach \| Steinau-Bach \| \| \| 2,2 \| In der Steinau (Holzladestation) \| In der Steinau (Holzladestation) \| \| \| 5,3 \| Birkenfeld \| Birkenfeld \| |                      |                                  |                                  |
| Strecke |                      | von Saarbrücken                  | von Saarbrücken                  |
| Bahnhof | 0,0                  | Neubrücke (Nahe)                 | Neubrücke (Nahe)                 |
| Abzweig ehemals geradeaus und nach rechts | 0,4                  | von Bingen (Rhein)               | von Bingen (Rhein)               |
| Brücke über Wasserlauf (Strecke außer Betrieb) | 0,5                  | Steinau-Bach                     | Steinau-Bach                     |
| Dienststation / Betriebs- oder Güterbahnhof (Strecke außer Betrieb) | 2,2                  | In der Steinau (Holzladestation) | In der Steinau (Holzladestation) |
| Kopfbahnhof Streckenende (Strecke außer Betrieb) | 5,3                  | Birkenfeld                       | Birkenfeld                       |

Die  Bahnstrecke Neubrücke–Birkenfeld war eine fünf Kilometer lange Nebenbahn vom Bahnhof Neubrücke (Nahe) zu der im Hunsrück gelegenen Kreisstadt Birkenfeld.

## Geschichte
Eigentümer der Strecke war die Birkenfelder Lokalbahn GmbH (später Birkenfelder Eisenbahn GmbH). Deren Gesellschafter waren die Stadt Birkenfeld mit 72 Prozent und die Degussa mit 28 Prozent. Die Strecke wurde am 15. Oktober 1880 eröffnet. Damit war die Hauptstadt des gleichnamigen Fürstentums (Landesteils), das bis 1937 zum Großherzogtum (Land) Oldenburg gehörte, an die 1860 von der Rhein-Nahe Eisenbahn-Gesellschaft in Betrieb genommene Bahnstrecke Bingen–Saarbrücken angeschlossen.
Ab dem 1. Mai 1922 wurde auf der Strecke auch die 4. Klasse angeboten und zum Winterfahrplan 1922/23 fiel die (alte) 2. Klasse bei allen Zügen weg. Sie führten nur noch die 3. und 4. Klasse. Bis zum 16. Januar 1933 wurde die Strecke von der Staatsbahn betrieben, anschließend von der neu gegründeten Birkenfelder Lokalbahn-Gesellschaft mbH selbst.
Die Degussa betrieb ein Holzverkohlungswerk in Brücken, das durch eine werkseigene Schleppbahn mit dem Bahnhof Birkenfeld verbunden war. Sie schied mit der Stilllegung des Werkes aus der GmbH aus. Seit dem 19. Juli 1969 gehörten der Stadt sämtliche Anteile der Lokalbahn.
Der Personenverkehr wurde am 31. Dezember 1962 von der Schiene auf den bahneigenen Omnibusbetrieb verlagert, der schon seit 2. Oktober 1955 Linienverkehr unterhielt. Der zuletzt bescheidene Güterverkehr wurde bis zum 30. September 1991 bedient. Am 31. Dezember 1994 wurde die Strecke stillgelegt. Danach sind die Gleise abgebaut worden.
Auf dem ehemaligen Bahndamm wurde ein Rad- und Fußweg angelegt.